# Kup maršala Tita 1961./62.
Kup maršala Tita 1961./62., također poznat kao Kup Jugoslavije u nogometu 1961./62., bila je petnaesta sezona Kupa Jugoslavije u nogometu nakon Drugog svjetskog rata.

U kvalifikacijama koje su provodili republički savezi sudjelovalo je 2284 ekipa; 32 ekipe došle su do stvarnog kupa (pod upravom FSJ), koji se igrao od 10. prosinca 1961. do 4. srpnja 1962.
Trofej je osvojio OFK Beograd koji je u finalu svladao subotički Spartak (član druge lige). Beograđanima je to bio treći (ukupno četvrti, računajući i Kup sedmorice 1934.) naslov u ovom natjecanju.

Zahvaljujući uspjehu, OFK je igrao u Kupu pobjednika kupova 1962./63.

## Turnir
Finalni dijo natjecanja započeo je 10. prosinca 1961., a finalna utakmica odigrana je 4. srpnja 1962. godine.

Ni ovoga puta nije nedostajalo neočekivanih rezultata. Više sreće nego lani imali su natjecatelji iz Prve lige. U osmini finala bilo ih je pet, a u četvrtfinalu tri (jedini je Spartak bio među prva četiri kluba).

Susreti u osmini finala donijeli su nekoliko neočekivanih rezultata. Prije svega, to se odnosi na eliminaciju Vojvodine od domaćeg rivala Novog Sada s 1:2. Sloboda iz Tuzle napravila je još veće iznenađenje pobijedivši beogradski Partizan rezultatom 1:0.

U osmini finala dva su rezultata bila neočekivana: Radnički iz Sombora je kao domaćin svladao splitski Hajduk, a Spartak je u Varaždinu s 2:0 svladao prošlogodišnjeg finalista, momčad Varteksa.

U četvrtfinalnim susretima pobijedili su OFK Beograd, Dinamo, Spartak (identičnim rezultatom 1:0), te Crvena zvezda s 2:1. Pobijedili su: Velež u Mostaru, Sloboda u Subotici, Sarajevo u Zagrebu, Radnički u Beogradu.

U polufinalu, Spartak je svladao Crvenu zvezdu u Subotici, samo boljim izvođenjem penala. U drugom polufinalnom susretu OFK Beograd je pobijedio zagrebački Dinamo rezultatom 2:1. Utakmica je odigrana u Beogradu.

Subotičani u finalnom susretu nisu mogli pružiti veći otpor pa su ih beogradski "modri" dobili uvjerljivo s 4:1.

## Sudionici
Sudjelovalo je 2284 ekipa. Maksimir je u 1. kolu izgubio 1:4 od Elektrostroja. Sljedeće 32 ekipe plasirale su se u završni dio:
| rang         | Slovenija | Hrvatska                                             | Bosna i Hercegovina                          | Srbija                                      | Srbija                                   | Srbija | Crna Gora              | Makedonija |
| rang         | Slovenija | Hrvatska                                             | Bosna i Hercegovina                          | Vojvodina                                   | Središnja Srbija                         | Kosovo | Crna Gora              | Makedonija |
| ------------ | --------- | ---------------------------------------------------- | -------------------------------------------- | ------------------------------------------- | ---------------------------------------- | ------ | ---------------------- | ---------- |
| 1. rang      |           | - Dinamo Zagreb - Hajduk Split - Rijeka              | - Borac Banja Luka - Sarajevo - Velež Mostar | - Novi Sad - Vojvodina                      | - OFK Beograd - Crvena zvezda - Partizan |        |                        | - Vardar   |
| 2. rang      | - Maribor | - Lokomotiva - Split - Trešnjevka - Varteks Varaždin | - Čelik Zenica - Sloboda Tuzla - Željezničar | - Radnički Sombor - Spartak Subotica - Srem | - Radnički Beograd - Radnički Niš        |        | - Budućnost - Sutjeska |            |
| 3. rang      |           |                                                      | - Rudar Kakanj                               | - Bačka B. Palanka                          |                                          |        | - Čelik Nikšić         | - Pelister |
| Niži rangovi |           | - Dinamo Zagreb Ⅱ                                    |                                              |                                             |                                          |        |                        |            |

## Šesnaestina završnice
| Domaći sastav              |   | Gostujući sastav        | Rezultat                 |
| -------------------------- | - | ----------------------- | ------------------------ |
| Bačka (Bačka Palanka)      | – | Borac (Banja Luka)      | 3:1                      |
| RFK Novi Sad (Novi Sad)    | – | Vojvodina (Novi Sad)    | 2:1                      |
| NK Maribor (Maribor)       | – | Lokomotiva (Zagreb)     | 2:2 (prod.) (11:10 pen.) |
| Rudar (Kakanj)             | – | OFK Beograd (Beograd)   | 0:3                      |
| Velež (Mostar)             | – | Radnički (Beograd)      | 3:1                      |
| Čelik (Zenica)             | – | FK Sarajevo (Sarajevo)  | 0:1                      |
| Budućnost (Titograd)       | – | Željezničar (Sarajevo)  | 3:1                      |
| Sutjeska (Nikšić)          | – | NK Rijeka (Rijeka)      | 0:2                      |
| Spartak (Subotica)         | – | Trešnjevka (Zagreb)     | 2:1                      |
| NK Split (Split)           | – | Radnički (Niš)          | 2:0                      |
| Čelik (Nikšić)             | – | Radnički (Sombor)       | 2:4                      |
| Varteks (Varaždin)         | – | Dinamo II (Zagreb)      | 2:0                      |
| Pelister (Bitolj)          | – | Dinamo (Zagreb)         | 1:4                      |
| Srem (Srijemska Mitrovica) | – | Hajduk (Split)          | 0:1                      |
| Vardar (Skoplje)           | – | Crvena zvezda (Beograd) | 1:2                      |
| Sloboda (Tuzla)            | – | Partizan (Beograd)      | 1:0                      |

## Osmina završnice
| Domaći sastav           |   | Gostujući sastav        | Rezultat |
| ----------------------- | - | ----------------------- | -------- |
| NK Rijeka (Rijeka)      | – | Velež (Mostar)          | 1:2      |
| OFK Beograd (Beograd)   | – | Budućnost (Titograd)    | 1:0      |
| Dinamo (Zagreb)         | – | NK Split (Split)        | 3:0      |
| FK Sarajevo (Sarajevo)  | – | RFK Novi Sad (Novi Sad) | 2:0      |
| Varteks (Varaždin)      | – | Spartak (Subotica)      | 0:2      |
| Bačka (Bačka Palanka)   | – | Sloboda (Tuzla)         | 1:2      |
| Crvena zvezda (Beograd) | – | NK Maribor (Maribor)    | 5:1      |
| Radnički (Sombor)       | – | Hajduk (Split)          | 1:0      |

## Četvrtzavršnica
| Domaći sastav           |   | Gostujući sastav       | Rezultat |
| ----------------------- | - | ---------------------- | -------- |
| Velež (Mostar)          | – | OFK Beograd (Beograd)  | 0:1      |
| Dinamo (Zagreb)         | – | FK Sarajevo (Sarajevo) | 1:0      |
| Spartak (Subotica)      | – | Sloboda (Tuzla)        | 1:0      |
| Crvena zvezda (Beograd) | – | Radnički (Sombor)      | 2:1      |

## Poluzavršnica
| Domaći sastav         |   | Gostujući sastav        | Rezultat    |
| --------------------- | - | ----------------------- | ----------- |
| OFK Beograd (Beograd) | – | Dinamo (Zagreb)         | 2:1         |
| Spartak (Subotica)    | – | Crvena zvezda (Beograd) | 4:3 (prod.) |

## Završnica

### Susret
| 4. srpnja 1962.                        |             |                  |                                                                            |
| OFK Beograd                            | 4:1         | Spartak Subotica | Stadion JNA, Beograd Broj gledatelja: 10.000 Sudac: Vinko Kapusta (Zagreb) |
| Antić 5' 15' Čebinac 56' Samardžić 76' | (izvještaj) | 49' Đukanović    | Stadion JNA, Beograd Broj gledatelja: 10.000 Sudac: Vinko Kapusta (Zagreb) |

| OFK BEOGRAD:  |  |                      |  |
|               |  |                      |  |
| G             |  | Srboljub Krivokuća   |  |
| B             |  | Miroslav Milovanović |  |
| B             |  | Momčilo Gavrić       |  |
| B             |  | Milorad Popov        |  |
| B             |  | Vasilije Šijaković   |  |
| V             |  | Srđan Čebinac        |  |
| V             |  | Zoran Dakić          |  |
| V             |  | Sreten Banović       |  |
| N             |  | Spasoje Samardžić    |  |
| N             |  | Sava Antić           |  |
| N             |  | Josip Skoblar        |  |
| Trener:       |  |                      |  |
| Milovan Ćirić |  |                      |  |

| SPARTAK SUBOTICA: |  |                   |  |
|                   |  |                   |  |
| G                 |  | Tomislav Taušan   |  |
|                   |  | Mihalj Bleskanj   |  |
|                   |  | Stevan Ćopić      |  |
|                   |  | Ladislav Jenovai  |  |
|                   |  | Petar Ušumović    |  |
|                   |  | Jožef Agošton     |  |
|                   |  | Josip Takač       |  |
|                   |  | Laslo Borbelj     |  |
|                   |  | Matija Hiršman    |  |
|                   |  | Milorad Đukanović |  |
|                   |  | Bela Milodanović  |  |
| Trener:           |  |                   |  |
| Lajoš Jakovetić   |  |                   |  |

## Poveznice
- Prva savezna liga 1961./62.
- Druga savezna liga 1961./62.
- 3. ligaški rang 1961./62.

## Vanjske poveznice
- RSSSF
- Jugoslavija - Detalji finala Kupa 1947.-2001
- exyufudbal.in.rs
- lavkup.com
- bihsoccer.com